# العلاقات البوتانية التركية
العلاقات البوتانية التركية هي العلاقات الثنائية التي تجمع بين بوتان وتركيا.

## مقارنة بين البلدين
هذه مقارنة عامة ومرجعية للدولتين:
| وجه المقارنة                                              | بوتان          | تركيا         |
| --------------------------------------------------------- | -------------- | ------------- |
| المساحة (كم2)                                             | 38.39 ألف      | 783.56 ألف    |
| عدد السكان (نسمة)                                         | 807.61 ألف     | 80.14 مليون   |
| الكثافة السكانية (ن./كم²)                                 | 21.04          | 102.28        |
| العاصمة                                                   | تيمفو          | أنقرة         |
| اللغة الرسمية                                             | لغة دزونكا     | اللغة التركية |
| العملة                                                    | نغولترم بوتاني | ليرة تركية    |
| الناتج المحلي الإجمالي (بليون دولار)                      | 2.51 مليار     | 851.10 مليار  |
| الناتج المحلي الإجمالي (تعادل القوة الشرائية) بليون دولار | 6.49 مليار     | 1.57 تريليون  |
| الناتج المحلي الإجمالي الاسمي للفرد دولار أمريكي          | 2.66 ألف       | 9.12 ألف      |
| الناتج المحلي الإجمالي للفرد دولار أمريكي                 | 7.82 ألف       | 19.79 ألف     |
| مؤشر التنمية البشرية                                      | 0.605          | 0.761         |
| رمز المكالمات الدولي                                      | +975           | +90           |
| رمز الإنترنت                                              | .bt            | .tr           |
| المنطقة الزمنية                                           | ت ع م+06:00    | ت ع م+03:00   |

## منظمات دولية مشتركة
يشترك البلدان في عضوية مجموعة من المنظمات الدولية، منها:
| علم المنظمة | اسم المنظمة                        | تاريخ انضمام بوتان | تاريخ انضمام تركيا |
| ----------- | ---------------------------------- | ------------------ | ------------------ |
|             | بنك التنمية الآسيوي                | 1982               | 1991               |
|             | مؤسسة التنمية الدولية              | 28 سبتمبر 1981     | 22 ديسمبر 1960     |
|             | يونسكو                             | 13 أبريل 1982      | 4 نوفمبر 1946      |
|             | وكالة ضمان الاستثمار متعدد الأطراف | 21 أكتوبر 2014     | 3 يونيو 1988       |
|             | الأمم المتحدة                      | 21 سبتمبر 1971     | 24 أكتوبر 1945     |
|             | الاتحاد البريدي العالمي            | ?                  | ?                  |
|             | البنك الدولي للإنشاء والتعمير      | 28 سبتمبر 1981     | 11 مارس 1947       |
|             | الاتحاد الدولي للاتصالات           | 15 سبتمبر 1988     | 1866               |
|             | منظمة حظر الأسلحة الكيميائية       | ?                  | ?                  |
|             | مؤسسة التمويل الدولية              | 1 ديسمبر 2003      | 19 ديسمبر 1956     |
|             | منظمة الشرطة الجنائية الدولية      | ?                  | ?                  |

## وصلات خارجية
- موقع وزارة الخارجية البوتانية
- موقع وزارة الخارجية التركية